# Копиловски манастир
Копиловският манастир „Свето Благовещение на Пресвета Богородица“ е нов православен манастир в България, област Кюстендил. Старостилен е от създаването му.
Разположен е на 500 метра югоизточно от село Копиловци, община Кюстендил. Представлява комплекс от:
- трикорабна църква „Благовещение на Пресвета Богородица“ (построена през 2003 – 2009 г.),
- жилищни и стопански сгради.

## История
Манастирът е основан през 2003 г. Изграждан е със средства от селско и рибно стопанство и дарения. Обработва стотици декари земи, има и стопанство с животни, рибарник и пчелини.
Подчинен е на Българската старостилна православна църква до 2005 г.
Подведомствен е на Църквата на истинноправославните християни в Гърция от 2009 г. до 14 октомври 2018 г.

## Игумени
Първият игумен на манастира и негов основател е схиархимандрит Касиан. С няколко послушници и монаси започва да строи манастира върху наследствени земи до с. Копиловци. Вземат и земя под аренда. Монасите набавят средствата от обработване на земя и отглеждане на зеленчуци и плодове и от поддържане на рибарник над с. Трекляно (Кюстендилско). Създадената продукция продават на пазара.
След основателя Касиан игумен на манастира е отец Климент от април 2020 г.